# Медисон Финн
Мэдисон Финн (англ. Madison Finn) — героиня серии книг Лоры Дауэр «Секретные материалы Медисон Финн». Действие сюжета разворачивается в современном мире. Мэдисон Финн живёт в городке Фар-Хиллз, и как любая современная девчонка, сталкивается с такими проблемами, как: мальчики, дружба, вражда, Интернет.

## Описание
Мэдисон Финн — главная героиня серии книг. Является 12-летней школьницей, живущей в вымышленном городе Фар-Хиллз в округе Нью-Йорк, США. Её родители — Фрэнсин и Джеф Финн — разведены. Серия книг начинается с рассказа о разводе. Она волнуется о школе, её лучшие друзья Эйми Гиллеспи и Фиона Уотерс, она тайно влюблена в Харта Джонса, и она постоянно соперничает с бывшим другом, Айви Дэйли. Все события из жизни она вносит в свой электронный дневник в обожаемом ноутбуке. Она обожает животных и своего пса Фина. В настоящее время серия состоит из 22 книг, в том числе 3 особых, которые намного длиннее других книг и описывают особые события в жизни Мэдисон, например, повторный брак её отца. В нескольких книгах Мэдисон может быть злой в отношении Айви (и наоборот), но она всё же хорошая, добрая и заботливая  12-летняя девочка.

## Названия книг
1. Only the Lonely (Клуб одиноких сердец)
2. Boy, Oh Boy! (Ох уж эти мальчишки!)
3. Play It Again (Весь мир - театр!)
4. Caught in the Web (Пленники паутины)
5. Thanks for Nothing (День благодарения)
6. Lost and Found (Клад на чердаке)
7. Save the Date (Свидание вслепую)
8. Picture-Perfect (Само совершенство)
9. Just Visiting (Первый поцелуй)
10. Give and Take
11. Heart to Heart
12. Lights Out!
13. Sink or Swim
14. Double Dare
15. Off the Wall
16. Three’s a Crowd
17. On the Case
18. Give Me A Break
19. Keep It Real
20. All that Glitters
21. Forget Me Not
22. All Shook up

«Особые выпуски»
1. To Have and To Hold
2. Hit the Beach
3. Friends 'till the End

Связанные книги
- 1-3 2C4W* Too Cool For Words
- 4-6 BF4E* Best Friends Forever

Всего на русском языке от издательства «Омега Пресс» вышло 15 книг:
- «Виртуальная стена»
- «Веб-победители»
- «Необычные каникулы»
- «Охота за привидениями»
- «Дела сердечные»
- «Друг врага, враг друга»
- «Первый поцелуй»
- «Само совершенство»
- «Свидание вслепую»
- «Клад на чердаке»
- «День благодарения»
- «Пленники паутины»
- «Весь мир — театр!»
- «Ох уж эти мальчишки!»
- «Клуб одиноких сердец»